# Cupra
SEAT Cupra S.A.U., der driver virksomhed under mærket Cupra (stiliseret med versaler) er et datterselskab af den spanske bilproducent SEAT, der er en del af Volkswagen Group. Virksomheden har hovedkvarter i Martorell nær Barcelona i Spanien.
Mærket har sin oprindelse i SEATs motorsportsafdeling Cupra Racing, og blev i januar 2018 introduceret som et selvstændigt mærke, efter siden 1996 at have været brugt som “sub-brand” for sportslige udgaver af SEAT’s modeller. De første Cupra-modeller er baseret på SEAT-modeller, men i september 2020 blev den første selvstændige Cupra-model introduceret med modellen Cupra Formentor. I 2021 introducerede mærket sin første elbil kaldet Cupra Born.

## Historie
Cupra har afsæt i Cupra Racing (tidligere SEAT Sport), der er et datterselskab under SEAT og varetager SEAT’s motorsportsaktiviteter. Cupra er en forkortelse for "Cup Racing" og blev første gang brugt af SEAT i 1996 ved introduktionen af modellen SEAT Ibiza GTI 2.0 16V Cupra Sport. Modellen er en højtydende udgave af Ibiza Mk2, der blev bygget i en specialudgave for at fejre SEATs sejr i 1996 FIA 2-liters World Rally Cup, på daværende tidspunkt var en underafdeling af World Rally Championship. Den blev efterfulgt af SEAT Ibiza Cupra 1.8 20V i 1999, og den mere kraftfulde Ibiza Cupra R i 2000.
I løbet af de følgende to årtier introducerede SEAT en række hatchbacks markedsført under Cupra-mærket, såsom SEAT León Cupra 1.8 20V i 1999, og i det følgende år SEAT Leon Cupra 4; den første firhjulstrukne og eneste sekscylindrede Cupra. Siden da er hver SEAT León-generation blevet suppleret med en Hot Hatch-version under Cupra-mærket. 
I 2017 luftede daværende SEAT-chef Luca de Meo idéen om at gøre Cupra til et selvstændigt mærke. På det tidspunkt var Cupra kun tilgængelig som højtydende udgaver af León. Den 31. januar 2018 bekræftede SEAT, at Cupra blev et selvstændigt mærke. Beslutningen blev efterfulgt af en formel lanceringssbegivenhed den 22. februar 2018. Ved denne blev fremvist prototyper af fremtidige Cupra-modeller herunder Cupra Ateca. SEATs daværende salgs- og marketingchef satte som mål for mærket at fordoble salget inden for de følgende fire til fem år for at opnå økonomisk bæredygtighed. Cupra-bilerne skulle sælges af udvalgte SEAT-forhandlere i Europa med dedikerede showrooms.
Cupra-logoet med to krydsende trekanter er designet af Alejandro Mesonero-Romanos. Ifølge Mesonero-Romanos er filosofien bag logoet, at en trekant er en dynamisk form, har en stabil base og peger i en klar retning.
Den første model fra det selvstændige Cupra-mærke er Cupra Ateca, som blev introduceret i oktober 2018. Cupra León kom med i serien i februar 2020 efter introduktionen af SEAT León Mk4. I marts 2020 blev Cupra Formentor introduceret efter at være blevet forhåndsvist i november 2019 på Geneve International Motor Show som næsten-produktionsklar konceptbil. Det er den første Cupra, der ikke deles med SEAT.
I februar 2021 blev Cupra Born introduceret som Cupras første elbil. Konceptudgaven blev præsenteret som SEAT el-Born, men den færdige bil sælges uden brug af SEAT-mærket. Born er en variant af Volkswagen ID.3. Den anden elbil fra Cupra er Tavascan, der blev lanceret i april 2023 efter at være vist som koncept på Frankfurt Motor Show i 2019. Det er den første Cupra-model produceret uden for Europa, da den er produceret af Volkswagen Anhui i Kina. 
I marts 2024 annoncerede Cupra planer om at komme ind på det amerikanske marked "ved udgangen af årtiet". De planlagte modeller, der skal sælges, er næste generations elektriske Formentor og et unavngivet større elektrisk køretøj, der skal produceres i Mexico.

## Produkter

### Nuværende køretøjer
| Type          | Model   | Model             | Nuværende generation    | Nuværende generation | Beskrivelse                                                                                                |
| Type          | Billede | Navn(e)           | Introduktion ( cal. år) | Facelift             | Beskrivelse                                                                                                |
| ------------- | ------- | ----------------- | ----------------------- | -------------------- | --- |
| Hatchback     |         | Born              | 2021                    | -                    | Elektrisk C-segment hatchback baseret på Volkswagen ID.3. Bygget på en dedikeret el-køretøjsplatform, MEB. |
| Hatchback     |         | Leon              | 2020                    | -                    | Sportsudgave af SEAT León.                                                                                 |
| Stationcar    |         | León Sportstourer | 2020                    | -                    | Sportsudgave af SEAT León Sportstourer/Estate.                                                             |
| Crossover SUV |         | Ateca             | 2018                    | 2020                 | Sportsudgave af SEAT Ateca.                                                                                |
| Crossover SUV |         | Formentor         | 2020                    | -                    | Kompakt crossover SUV (C-segment) baseret på León. Første selvstændige Cupra-model.                        |
| Crossover SUV |         | Tavascan          | 2023                    | -                    | Elektrisk C-segment coupe SUV bygget på en dedikeret elektrisk køretøjsplatform, MEB.                      |

### Planlagte køretøjer
- Cupra Terramar
- Cupra Raval

### Konceptbiler
- Cupra Ibiza (2018)
- Cupra Tavascan (2019)
- Cupra Formentor (2019)
- Cupra UrbanRebel (2021)
- Cupra DarkRebel (2023)

- Cupra Tavascan (2019)
- Cupra Urban Rebel (2021)
- Cupra Raval (2022)
- Cupra Dark Rebel Concept (2023)

### Racerbiler
- Cupra E-TCR (2018)
- Cupra E-Racer (2020)
- Cupra Tavascan Extreme E Concept (2021)

- Cupra E-TCR (2018)
- Cupra E-Racer (2020)
- Cupra Tavascan Extreme E (2021)

## Produktionstal
| År   | Modeller | Modeller | Modeller  | Modeller | Total   |
| År   | Ateca    | Leon     | Formentor | Born     | Total   |
| ---- | -------- | -------- | --------- | -------- | ------- |
| 2020 | N/A      | N/A      | 11.041    | -        | N/A     |
| 2021 | 4.505    | 13.670   | 58.863    | 4.801    | 81.839  |
| 2022 | 8.841    | 20.070   | 105.568   | 36.153   | 170.632 |
| 2023 | 14.228   | 62.103   | 124.670   | 45.748   | 246.749 |